# Fédération Internationale des Sociétés Magiques
Fédération Internationale des Sociétés Magiques (FISM; ang. International Federation of Magic Societies) – Światowa Federacja Stowarzyszeń Iluzjonistycznych z siedzibą w Hadze.
Założycielem i pierwszym prezydentem od roku 1948 był Francuz Jules Dhotel. Pod auspicjami tej organizacji co trzy lata odbywają się Światowe Kongresy Iluzjonistów. Pierwszy Kongres odbył się w 1948 roku. W ramach kongresów organizowane są przeglądy konkursowe iluzjonistów, w których przeciętnie uczestniczy około 150 profesjonalnych artystów.
Laureatami dotychczasowych spotkań artystów sztuki iluzji byli: Willane z Anglii, Viggo Jan z Danii, Denis Moroso z Włoch, Tonny van Dommelen z Holandii, Pierre Brahma z Francji (dwukrotnie), Mr. Cox z Niemiec, Di Sato z Holandii, Richard Ross z Holandii (dwukrotnie), Suntangali Sukurov i Sara Kabikużena z Rosji, Lance Burton z USA, Javier i Ana z Hiszpanii, Johny Ace Palmer z USA, Wladimir Danilin z Rosji, Franklin z Niemiec, Iwan Nieczeporienko z Rosji, Scot the Magician i Miss Muriel z Holandii oraz Norbert Ferre z Francji i Jason Latimer z USA.
Jedynym polskim iluzjonistą, który na Światowych Kongresach sztuki iluzji odnosi sukcesy, jest Arsène Lupin - Sławomir Piestrzeniewicz, który dwukrotnie zajął II miejsce w kategorii manipulacje (Lozanna 1982 i 1991), oraz otrzymał nagrodę w kategorii innowacje w 2003 roku w Hadze.